# Fantastyczna 4: Pierwsze kroki
Ten artykuł dotyczy trwającego wydarzenia. Informacje w nim zamieszczone mogą się zmienić lub zdezaktualizować wraz z postępem zdarzenia, a początkowe doniesienia mogą być niepewne. Ostatnie zmiany tego artykułu mogą nie odzwierciedlać najbardziej aktualnych informacji.
Fantastyczna 4: Pierwsze kroki – amerykański fantastycznonaukowy film akcji na podstawie serii komiksów o drużynie superbohaterów o tym samym tytule wydawnictwa Marvel Comics. Za reżyserię odpowiada Matt Shakman, a scenariusz napisali Jeff Kaplan, Ian Springer, Josh Friedman, Eric Pearson i Peter Cameron. W rolach tytułowej drużyny wystąpili: Pedro Pascal, Vanessa Kirby, Joseph Quinn i Ebon Moss-Bachrach, oprócz nich w obsadzie znaleźli się m.in.: Julia Garner, Sarah Niles, Mark Gatiss, Natasha Lyonne, Paul Walter Hauser oraz Ralph Ineson.
W filmie Fantastyczna Czwórka musi chronić swój retro-futurystyczny świat przed kosmicznym bytem zwanym „pożeraczem planet” – Galactusem.
Fantastyczna 4: Pierwsze kroki rozpoczyna Fazę VI Filmowego Uniwersum Marvela, jest to trzydziesty siódmy film należący do tej franczyzy i stanowi część jej drugiego rozdziału zatytułowanego The Multiverse Saga. Wytwórnia 20th Century Fox rozpoczęła prace nad nowym filmem o Fantastycznej Czwórce po porażce produkcji z 2015 roku. Po przejęciu studia przez Disneya w marcu 2019 roku, kontrolę nad serią objęło Marvel Studios, a nowy film został zapowiedziany w lipcu tego samego roku. W grudniu 2020 roku ujawniono, że Jon Watts został wyznaczony na reżysera, ale zrezygnował z tej funkcji w kwietniu 2022 roku. We wrześniu na jego miejsce zatrudniono Shakmana. Na początku 2023 rozpoczął się casting. Marvel Studios chciało przedstawić nową historię ze znanymi już postaciami, zamiast opowiadać historię ich pochodzenia. W lutym 2024 roku ogłoszono główną obsadę. Zdjęcia kręcono od lipca do listopada 2024 roku w Pinewood Studios w Londynie, a także w Anglii i Hiszpanii.
Światowa premiera Fantastycznej 4 odbyła się 21 lipca 2025 roku w Dorothy Chandler Pavilion w Los Angeles. Dla szerszej publiczności w Stanach Zjednoczonych został wydany 25 lipca. Film otrzymał pozytywne recenzje od krytyków.

## Obsada
- Pedro Pascal jako Reed Richards / Pan Fantastyczny, genialny matematyk i fizyk, który może swobodnie rozciągać swoje ciało. Jest liderem Fantastycznej Czwórki[1].
- Vanessa Kirby jako Sue Storm / Niewidzialna Kobieta, naukowiec, która może się stawać niewidzialną i tworzyć pola siłowe[1].
- Joseph Quinn jako Johnny Storm / Ludzka Pochodnia, brat Sue, posiada zdolność tworzenia ognia i manipulowania nim[1].
- Ebon Moss-Bachrach jako Ben Grimm / Rzecz, przyjaciel Reeda, były astronauta, którego skóra została przekształcona w warstwę pomarańczowej skały, dając mu nadludzką siłę i wytrzymałość[1].
- Julia Garner jako Shalla-Bal / Srebrny Surfer, potężna istota pozaziemska i herold Galactusa[2].
- Sarah Niles(inne języki) jako Lynne Nichols, szef Future Foundation[3].
- Mark Gatiss jako Ted Gilbert, gospodarz talk-show „The Ted Gilbert Show”[4].
- Natasha Lyonne jako Rachel Rozman, nauczycielka która podoba się Grimmowi[5].
- Paul Walter Hauser jako Harvey Elder / Mole Man, władca Subterranei, podziemnego społeczeństwa[6][7].
- Ralph Ineson jako Galactus, ogromny kosmiczny byt, która pochłania siłę życiową planet[8].

Dodatkowo Matthew Wood podkłada głos robotowi towarzyszącemu Fantastycznej Czwórce, H.E.R.B.I.E. (Humanoid Experimental Robot B-Type Integrated Electronics). Ada Scott pojawia się jako Franklin Richards, obdarzony supermocami syn Reeda i Sue, natomiast córka Shakmana, Maisie, pojawia się jako dziecko uratowane przez Ludzką Pochodnię przed spadającymi gruzami. Alex Hyde-White, Rebecca Staab, Jay Underwood i Michael Bailey Smith, którzy wcielili się w tytułową drużynę w niewydanym filmie Fantastyczna Czwórka z 1994 roku, pojawiają się jako cywile dziękujący Fantastycznej Czwórce.
Ponadto Robert Downey Jr. pojawia się jako Victor von Doom / Doctor Doom w scenie między napisami końcowymi. Downey odgrywa tę rolę w filmach Avengers: Doomsday oraz Avengers: Secret Wars.

## Produkcja

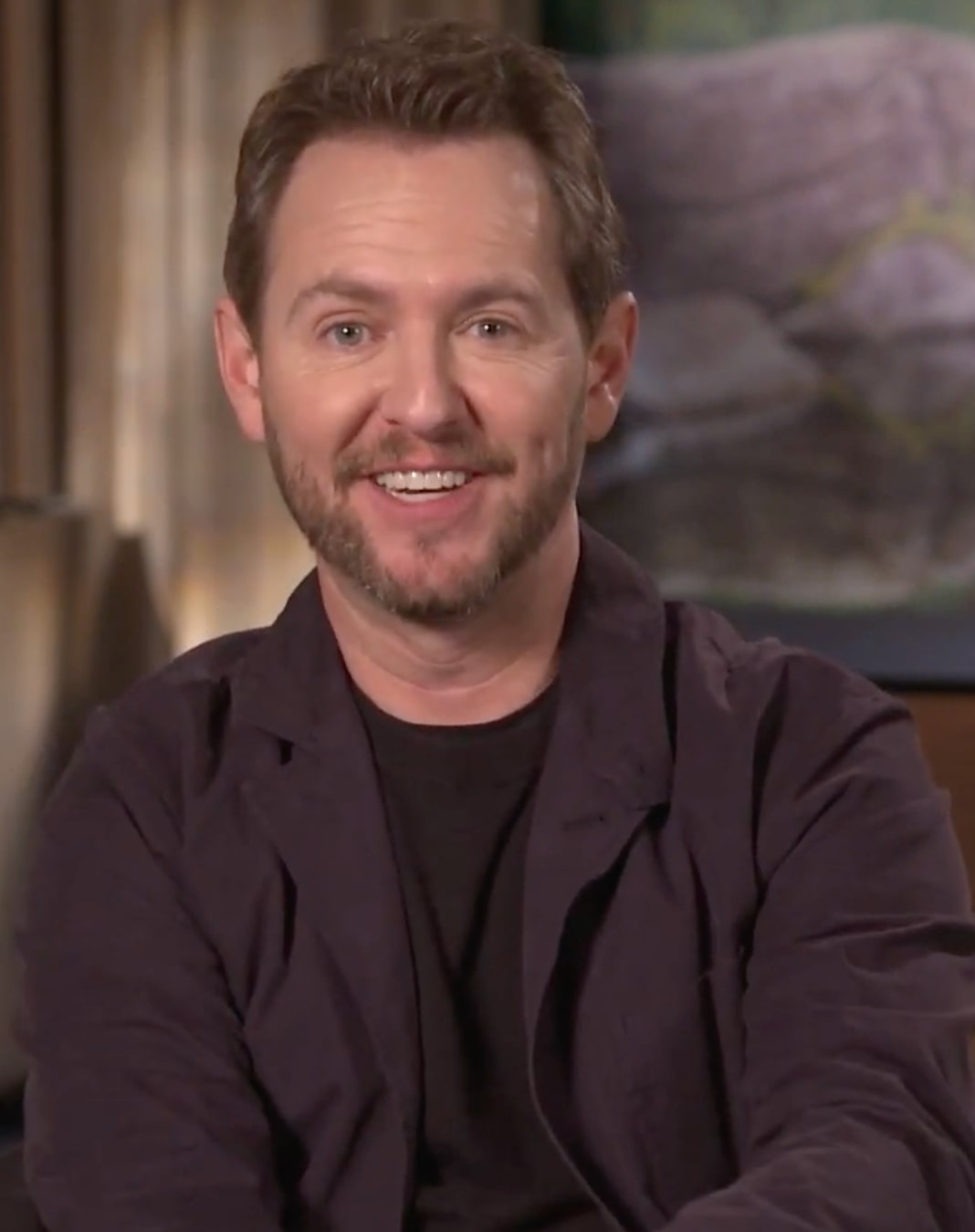
Matt Shakman, reżyser filmu

### Rozwój projektu
Po złym przyjęciu filmu Fantastyczna Czwórka z 2015 roku, 20th Century Fox zaczęło szukać nowego kierunku rozwoju serii. W marcu 2019 The Walt Disney Company oficjalnie przejęło 20th Century Fox i uzyskała prawa filmowe do postaci z komiksów Marvela (w tym Fantastycznej Czwórki), posiadane wcześniej przez studio Fox. Filmy oparte na komiksach Marvela rozwijane wcześniej przez 20th Century Fox zostały wstrzymane.
W lipcu 2019 prezes Marvel Studios Kevin Feige potwierdził, że firma pracuje nad nowym filmem o Fantastycznej Czwórce w ramach Filmowego Uniwersum Marvela. W grudniu 2020 roku Feige ogłosił, że Jon Watts, który wcześniej pracował nad filmami o Spider-Manie, został zatrudniony do wyreżyserowania filmu. Watts zrezygnował ze stanowiska w kwietniu 2022 roku i zamiast tego zdecydował się wyreżyserować film Wolfs. Jako powód podał potrzebę odpoczynku od filmów o superbohaterach po siedmiu latach pracy.
W czerwcu 2022 pojawiły się informacje, że Marvel Studios szuka nowego reżysera, a Feige chce, aby była to osoba, która mogłaby nadzorować proces filmowania bez jego obecności, podobnie jak reżyser Doktor Strange w multiwersum obłędu, Sam Raimi. W lipcu 2022 podczas San Diego Comic-Con Feige ogłosił, że produkcja zostanie wydana 8 listopada 2024 roku, jako pierwszy film VI Fazy FUM. Zdjęcia miały rozpocząć się w 2023. Feige zapowiedział też, że film nie będzie historią pochodzenia Fantastycznej Czwórki, ponieważ wielu widzów już ją zna. Zamiast tego studio chciało opowiedzieć nową historię. Porównał to do wprowadzenia Spider-Mana do FUM bez opowiadania jego historii pochodzenia. Pod koniec sierpnia 2022 ujawniono, że Matt Shakman prowadzi rozmowy na temat wyreżyserowania filmu. We wrześniu Feige potwierdził, że Shakman został obsadzony na tym stanowisku. Tego samego miesiąca ujawniono, że Jeff Kaplan i Ian Springer pisali scenariusz wraz z Feige przed zatrudnieniem Shakmana. Cała czwórka miała pracować nad ujednoliceniem swoich wizji filmu. Do pracy nad scenariuszem dołączył także Cameron Squires. Na początku 2023 rozpoczął się casting, a w marcu Josh Friedman został zatrudniony do poprawek scenariusza. W lutym 2024 roku dołączył do niego Eric Pearson, a później Peter Cameron. 14 lutego 2024 ogłoszono główną obsadę filmu i ujawniono tytuł filmu jako The Fantastic Four. Podczas San Diego Comic Con 2024 ogłoszono zmianę tytułu na The Fantastic Four: First Steps.

### Zdjęcia
Główne zdjęcia rozpoczęły się 30 lipca 2024 w Pinewood Studios w Londynie, pod roboczym tytułem „Blue Moon”. Wcześniej planowano, że zdjęcia rozpoczną się w 2023, następnie na początku 2024, a później w sierpniu 2024. Film został nakręcony dla IMAX, a operatorem zdjęć był Jess Hall, który pracował wcześniej z Shakmanem nad WandaVision. W połowie października filmowanie odbywało się w Durdle Door w Dorset w Anglii. Lyonne zakończyła kręcenie swoich scen jeszcze w tym samym miesiącu. W połowie listopada kręcono w Pałacu Kongresów w Oviedo w Hiszpanii, a miejsce to służyło jako siedziba Organizacji Narodów Zjednoczonych w filmie. Zdjęcia odbywały się również w kopalni Middleton w Derbyshire Dales w Anglii. Prace na planie zakończyły się pod koniec listopada.

## Muzyka
W lipcu 2024 roku ogłoszono, że kompozytorem muzyki do filmu będzie Michael Giacchino, który pracował już przy różnych projektów FUM. Główny motyw Fantastycznej Czwórki został odtworzony w całości w sierpniu podczas konwentu D23 Expo, a później w Hollywood Bowl w ramach Marvel Studios’ Infinity Saga Concert Experience.

## Marketing
Pierwszy zwiastun filmu ukazał się 4 lutego 2025 roku. Obejrzano go 202 miliony razy w ciągu pierwszych 24 godzin, co czyni go trzecim najlepszym wynikiem Marvel Studios, po zwiastunach Deadpool & Wolverine (365 mln) i Spider-Man: Bez drogi do domu (355 mln). Stał się on wówczas najpopularniejszym filmem na platformie YouTube, a transmisja na żywo z premiery zwiastuna stała się najczęściej oglądaną w historii Marvela. Wraz ze zwiastunem studio opublikowało również szereg plakatów promujących film. Jeden z nich spotkał się z krytyką. Zarzucano, że został stworzony przy użyciu sztucznej inteligencji, wskazując na dwie kobiety o tej samej twarzy i dłoń mężczyzny, w której trzyma flagę, z czterema palcami. Marvel zaprzeczył tym doniesieniom.

## Wydanie
Fantastyczna Czwórka: Pierwsze kroki miała swoją światową premierę 21 lipca 2025 roku w Dorothy Chandler Pavilion w Los Angeles. Wydarzenie to było transmitowane na żywo na platformie Disney+. 25 lipca film został wydany w Stanach Zjednoczonych w IMAX, ScreenX i 4DX. Wcześniej produkcja miała zostać wydana 8 listopada 2024, 14 lutego 2025 i 2 maja 2025.

## Odbiór

### Reakcje krytyków
Film spotkał się z pozytywną reakcją krytyków. W serwisie Rotten Tomatoes 86% z 374 recenzji uznano za pozytywne. Na portalu Metacritic średnia ważona ocen z 54 recenzji wyniosła 65 punktów na 100.

## Przyszłość
W czerwcu 2025 roku pojawiły się informacje, że sequel filmu jest w fazie rozwoju. Pascal, Kirby, Moss-Bachrach i Quinn ponownie wcielą się w swoje role w filmach Avengers: Doomsday (2026) i Avengers: Secret Wars (2027).